# Норвегия на «Евровидении-1993»
Норвегия участвовала в тридцать восьмом выпуске телевизионного конкурса Евровидение-1993, который состоялся 15 мая в Милстрите, Ирландия. Страну представляла юная певица из Ставангера Силье Виге с песней Alle mine tankar, написанной её отцом Бьорном Эриком Виге. По итогам голосования она заняла пятое место из 25, заработав 120 очков. Этот результат позволил Норвегии принять участие на Евровидение-1994. Поэтому, Alle mine tankar стала предшественницей норвежской заявки на конкурсе 1994 года Duett в исполнении Элизабет Андреассен и Яна Вернера Даниэльсена. Конкурс был показан NRK на канале NRK 1 с комментариями Лейфа Эрика Форберга. Глашатаем был Сверре Кристоферсен.

## До «Евровидения»

### Melodi Grand Prix 1993
Начиная с самого первого участия Норвегии на Евровидение в 1960 году, норвежский вещатель NRK организовывает отбор заявки на конкурс посредством национального финала под названием Melodi Grand Prix. За исключением 1991 года, когда выбиралась только песня, национальный финал позволял выбрать и артиста, и песню среди конкурсантов. Melodi Grand Prix 1993 состоялся 6 марта в Шато Нёйф в Осло. Ведущей была Ингунн Киркьебё. Восемь песен было представлено на национальном отборе, а победитель определялся путём голосов региональных жюри из восьми областей Норвегии. Среди конкурсантов были певец Ян Тейген, участник Евровидение-1978, 1982 и 1983 и Мерете Троан, победительница Melodi Grand Prix 1992, и представительница Норвегии на Евровидение-1992.
| Порядковый номер | Исполнитель                  | Название песни          | Автор(ы)                           | Очки | Место |
| ---------------- | ---------------------------- | ----------------------- | ---------------------------------- | ---- | ----- |
| 1                | Руне Ларсен и Хельга Нильсен | Det skulle vaert sommer | Ове Туе                            | 37   | 7     |
| 2                | Тони Гундерсен               | Roser i regn            | Гленн Кринглеботтен, Магне Сколнес | 48   | 4     |
| 3                | New Jordal Swingers          | Comeback                | Том Петтерсен                      | 47   | 5     |
| 4                | Силье Виге                   | Alle mine tankar        | Бьорн Эрик Виге                    | 75   | 1     |
| 5                | Стейн Хауге и Ким Фэйрчайлд  | Foruten vind            | Аре Сельгейм                       | 57   | 2     |
| 6                | Тор Эндресен                 | Hva                     | Рольф Лёвланд                      | 53   | 3     |
| 7                | Мерете Троан                 | Din egen stjerne        | Пер Берге Йоханссен                | 46   | 6     |
| 8                | Ян Тейген                    | Jackpot                 | Ян Тейген                          | 27   | 8     |

### Разногласия
Через неделю после финала стало ясно, что победная мелодия была сыграна прошлой осенью в NRK Rogaland. Alle mine tankar грозила дисквалификация, так как правила ЕВС не позволяют разыгрывать вклад до начала соревнований.
NRK попросил ЕВС оценить этот вопрос. Через несколько дней EBU выступил с заявлением, в котором рекомендовал NRK отозвать мелодию, чтобы наверняка избежать возможных протестов со стороны других стран-участниц. Однако NRK проигнорировала рекомендацию и все же решила отправить Alle mine tankar в международный финал.

## На «Евровидении»
В ночь конкурса Силье Виге выступала под номером 25 (последней), сразу после Израиля, закрыв, тем самым, конкурсную программу. Alle mine tankar была необычно структурированной песней с инструментальной аранжировкой с участием греческого народного инструмента бузуки и аккордеона, которую комментаторы назвали совершенно ненорвежской. Песня началась очень нежно, сдержанно, а затем перешла к всё ещё нежному, но запоминающемуся припеву. Это была особенная песня, с которой завершился конкурс, и она получила очень восторженный отклик публики. Выступление Норвегии оказало поляризующий эффект на членов жюри. Виге заняла пятое место из 25, заработав 120 очков, включая 12 очков от Греции, Финляндии и Хорватии. Германия, Исландия, Турция и Швейцария присудили по 10 очков, а девять стран (Австрия, Великобритания, Дания, Израиль, Испания, Италия, Мальта, Франция, Швеция) не присудили Норвегии ни одного очка. Этот результат позволил Норвегии принять участие на Евровидение-1994. 12 очков норвежское жюри присудило победителю конкурса - Ирландии. Дирижёром оркестра во время исполнения норвежской песни был Рольф Лёвланд.